# Billboard Top 25 Biopics
El Billboard Top 25 de películas biográficas musicales es una lista de la revista estadounidense Billboard que compila las películas basadas en músicos de diferentes estilos como el rock and roll, country, rap y música latina desde la década de los 70 hasta la actualidad, seleccionados acorde a la recaudación en el mercado doméstico (la recaudación en Estados Unidos y Canadá) que dichos films han tenido.

## Listado
| #  | Película                      | Recaudación   | Año  |
| -- | ----------------------------- | ------------- | ---- |
| 1  | Bohemian Rapsody              | $ 216.668.042 | 2018 |
| 2  | Straight Outta Compton        | $161,197,785  | 2015 |
| 3  | Elvis                         | $ 149.653.194 | 2022 |
| 4  | Walk the line                 | $ 119.519.402 | 2005 |
| 5  | Rocket Man                    | $ 96.368.160  | 2019 |
| 6  | I Can Only Imagine            | $ 83.482.352  | 2018 |
| 7  | Ray                           | $ 75.331.600  | 2004 |
| 8  | Coal Miner's Daughter         | $ 67.182.787  | 1980 |
| 9  | La Bamba                      | $ 54.215.416  | 1987 |
| 10 | Amadeus                       | $ 51.973.029  | 1984 |
| 11 | Jersey Boys                   | $ 47.047.013  | 2014 |
| 12 | All Eyez on Me                | $ 44.922.302  | 2017 |
| 13 | What's Love Got to Do with It | $ 39.100.956  | 1993 |
| 14 | Funny Lady                    | $ 39.000.000  | 1975 |
| 15 | Notorious                     | $ 36.843.682  | 2009 |
| 16 | Shine                         | $ 35.892.330  | 1996 |
| 17 | Selena                        | $ 35.764.351  | 1997 |
| 18 | The Doors                     | $ 34.416.893  | 1991 |
| 19 | Get on up                     | $ 30.703.100  | 2014 |
| 20 | Judy                          | $ 24.313.888  | 2019 |
| 21 | Respect                       | $ 24. 278.399 | 2020 |
| 22 | The Buddy Holly Story         | $ 14.363.400  | 1978 |
| 23 | Great Balls of Fire           | $ 13.741.060  | 1989 |
| 24 | De-Lovely                     | $ 13.456.633  | 2004 |
| 25 | Love and Mercy                | $ 12.551.031  | 2014 |